# Many Glacier

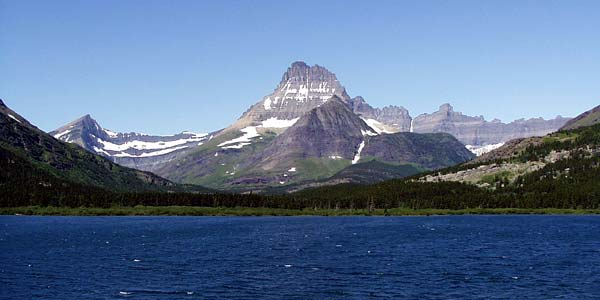
Monte Wilbur en el área del Lago Swiftcurrent.

Many Glacier es una región dentro del Parque nacional de los Glaciares en Montana, Estados Unidos. Por ella no discurre la famosa autopista Going-to-the-Sun. El Lago Sherburne es el mayor de la zona aunque el más famoso es el Lago Swiftcurrent, donde se encuentra el Many Glacier Hotel, el hotel más grande del parque. 
- Datos: Q3287144
- Multimedia: Many Glacier, Montana / Q3287144